# Ernie Wasson

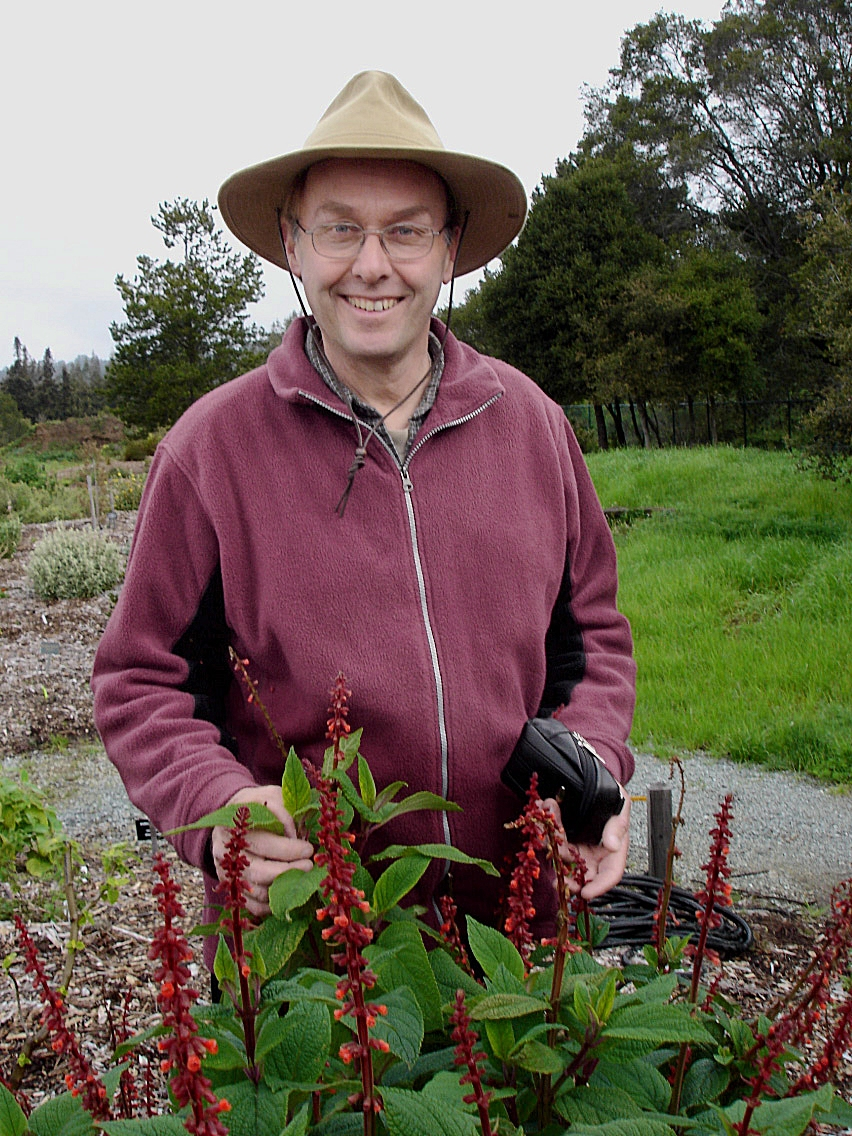
Ernie Wasson; im Vordergrund eine Salbeipflanze der Art Salvia confertiflora

Ernie George Wasson (auch Ernie G. Wasson; * 10. Januar 1950 in Berkeley, Kalifornien) ist ein US-amerikanischer Botaniker und Gartenbauwissenschaftler.

## Leben
Ernie Wasson besuchte von 1964 bis 1968 in der nahe bei Berkeley gelegenen Stadt El Cerrito die El Cerrito High School und studierte danach von 1968 bis 1974 an der Humboldt State University in Arcata in Kalifornien, wo er 1974 mit dem Bachelor of Science in Geographie abschloss. Von 1978 bis 1981 war er Miteigentümer der Baumschule Northwoods Nursery in Arcata. Außerdem war er von 1979 bis 1981 als Lehrer am College of the Redwoods, später am Green Animals Topiary Gardens in Rhode Island tätig. Von 1982 bis 1984 absolvierte Wasson das Longwood Graduate Program in Ornamental Horticulture and Public Garden Management an der University of Delaware in Newark und schloss mit einem Master of Science ab.
Im Rahmen seiner Universitätsausbildung befasste sich Wasson mit der Vermittlung wissenschaftlicher Informationen über Pflanzenzüchtung, Pflanzenauswahl und Gartenbaumaßnahmen zum Schutz der Pflanzen vor Schadeinwirkungen in öffentlichen Bereichen (public horticulture). Er absolvierte sein Masterstudium im Rahmen des Longwood Graduate Program, dessen interdisziplinärer Ansatz auf den traditionellen Vorarbeiten der Longwood Gardens beruht. Nach Abschluss seines Studiums arbeitete Wasson zunächst wieder in der freien Wirtschaft. Von 1985 bis 1990 war er Leiter der Green Animals Topiary Gardens in Portsmouth, Rhode Island, von 1991 bis 1998 war er bei dem Gartenbaubetrieb Berkeley Horticultural Nursery in seinem Herkunftsort Berkeley tätig. Von 1997 bis 2000 schrieb Wasson die Internet-Kolumne All Plants Considered.

Cabrillo College, The Salvia Garden (dt. Der Salbeigarten): Schautafel am Eingangsbereich

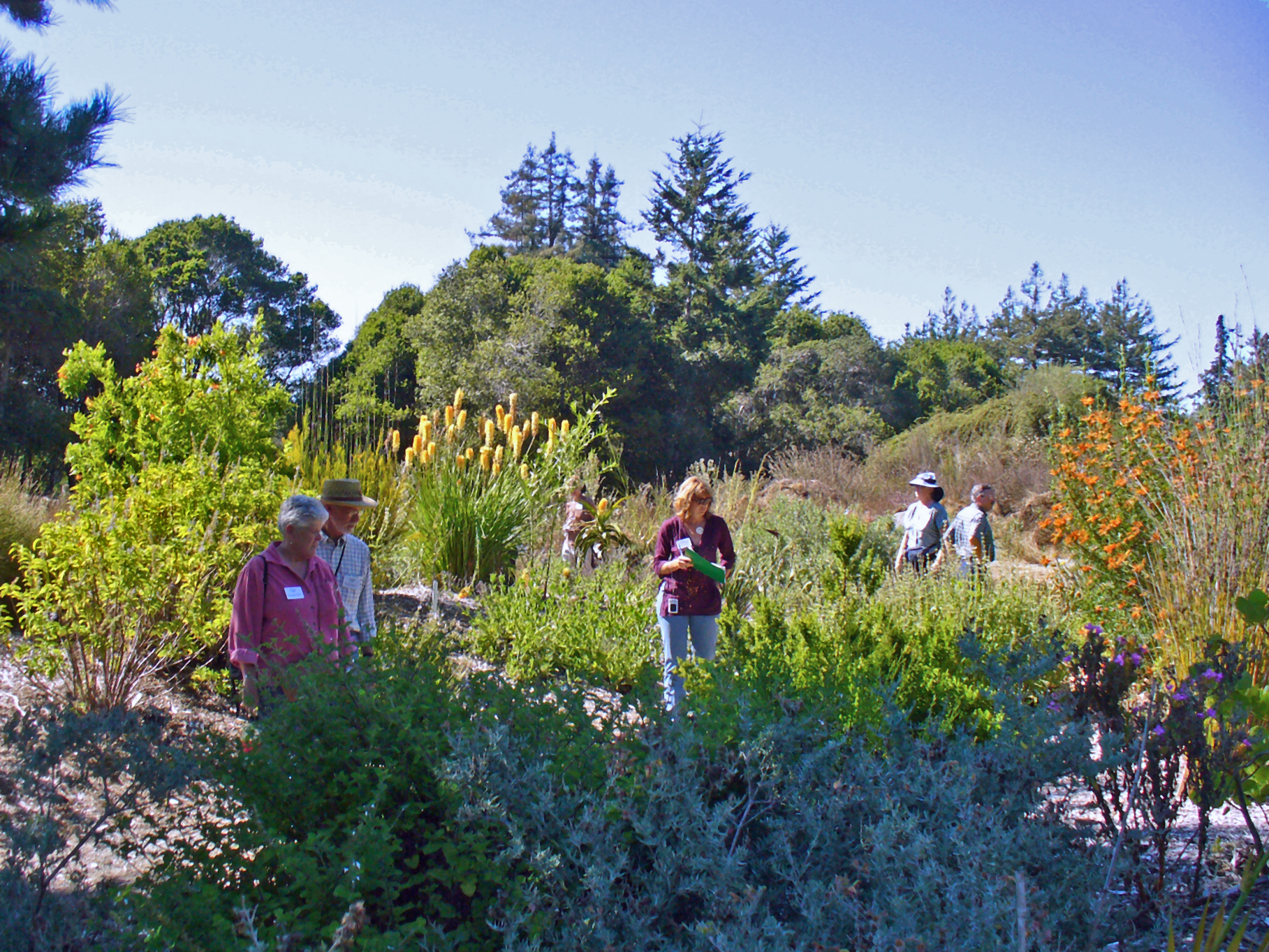
Cabrillo College, The Salvia Garden (dt. Der Salbeigarten): Teilbereich, mit Besuchern

Von 1998 bis 2013 leitete Wasson den Pflanzenzuchtbereich und den botanischen Lehrgarten am Cabrillo College im kalifornischen Aptos. Dort betreute er einen der artenreichsten Salbeigärten der Welt. Daneben umfasst der Garten insbesondere eine umfangreiche Sammlung kalifornischer Vegetation und weltweiter Vegetation des Mittelmeerklimas. Während Wassons Amtszeit wurden dort unter anderem die drei Kultivare Salvia 'Katheena' (1998), Salvia 'Cabrillo Sunrise' (1999) und Salvia 'Cabrillo Sunset' (2001) gezüchtet. 2013 ging Wasson in den Ruhestand. Der Garden club der Fakultät für Gartenbau stiftete zu seinem Abschied eine jährliche Auszeichnung für einen herausragenden Studenten, die nach Wasson benannt wurde.
Wasson ist Mitglied der California Native Plant Society (CNPS) und der Western Horticultural Society, bei der er auch als Referent auftritt.

## Werke
Wasson war als einer von sechs Fachberatern an der englischsprachigen Originalausgabe des von Gordon Cheers herausgegebenen und 1997 bei Random House in Australien erschienenen gärtnerischen Werkes Botanica, The Illustrated A–Z of over 10,000 Garden Plants and How to Cultivate Them beteiligt, wobei er vor allem für die Bereiche Gartenbau und Pflanzengestaltung, südafrikanische Pflanzen, Ziergräser und Salbei-Arten zuständig war. Für die englischsprachige Lizenzausgabe für die Vereinigten Staaten, die im gleichen Jahr beim New Yorker Verlag Barnes & Noble erschien, war Wasson außerdem gemeinsam mit Richard G. Turner Jr. als Herausgeber verantwortlich. Das Buch gilt inzwischen als Standardwerk; es erschien in mehreren, teils überarbeiteten Auflagen und Lizenzausgaben und wurde in mehrere Sprachen übersetzt. Die deutschsprachige Ausgabe erschien erstmals 1998 unter dem Titel Botanica: Das ABC der Pflanzen. 10.000 Arten in Text und Bild in der Kölner Könemann Verlagsgesellschaft.
Für das 2001 bei Global Book Publishing in Australien erschienene gärtnerische Werk Trees & shrubs. Illustrated A–Z of over 8500 plants, auf Deutsch Bäume & Sträucher. Illustriert, über 8500 Pflanzen von A–Z, zeichnete Wasson als Mitherausgeber sowie als Leitender Fachberater verantwortlich. Das Buch erschien ebenfalls in mehreren Auflagen und Lizenzausgaben, unter anderem unter dem veränderten Titel The complete encyclopedia of trees and shrubs. Descriptions, Cultivation Requirements, Pruning, Planting, und wurde in die chinesische Sprache übersetzt.

## Zitat
“Any living organism’s basic options: adapt, migrate or die.”

„Die elementaren Optionen für jeden lebenden Organismus: Anpassen, abwandern oder sterben.“

## Publikationen (Auswahl)

### Autorenschaft
- Home Horticulture Information Requests and A Model for Establishing Horticultural Information-Resource Centers. University of Delaware, Newark, Delaware 1987 (englisch, Digitalisat [PDF; 3,7 MB]).

### Herausgeberschaft und Fachberatung
- Botanica, The Illustrated A–Z of over 10,000 Garden Plants and How to Cultivate Them. Barnes & Noble, New York City 1997, ISBN 0-7607-0816-9 (englisch, 1007 S., farbig bebildert, mit CD-ROM; Herausgabe zusammen mit Richard G. Turner Jr.[12] sowie Mitwirkung als Fachberater).
- Trees & shrubs. Illustrated A–Z of over 8500 plants. Global Book Publishing, Willoughby, New South Wales 2001, ISBN 1-74048-007-4 (englisch, 928 S., farbig bebildert, mit CD-ROM; Mitherausgeber sowie Leitender Fachberater).

## Trivia
Dieser Artikel über Wasson wurde am 27. Dezember 2009 als einmillionster Artikel der deutschsprachigen Wikipedia angelegt und erreichte dadurch kurzzeitige Medienpräsenz.